# Dzoraglukh
Dsoraglukh là một đô thị thuộc tỉnh Aragatsotn, Armenia. Dân số ước tính năm 2011 là 292 người.